# ریدرهورن
ریدرهورن (به لاتین: Riederhorn) یک کوه در سوئیس است که در کانتون وله واقع شده‌است. ریدرهورن ۲٬۲۳۰ متر بالاتر از سطح دریا واقع شده‌است.